# صورة رقمية

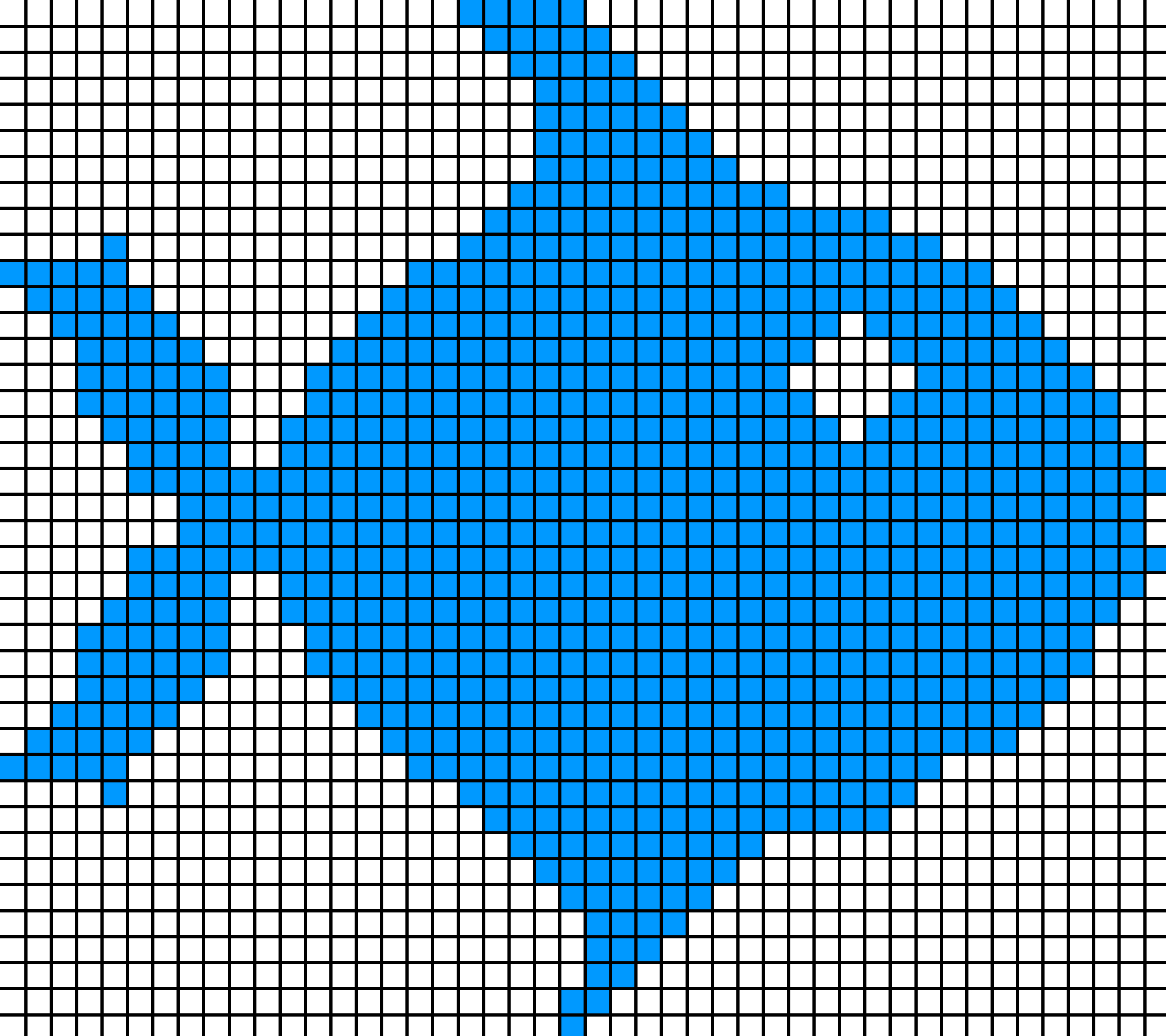

الصورة الرقمية (بالإنجليزية: Digital image) هي ملف يأتي بأحجام وتنسيقات مختلفة، ويمكن فتحه على شاشات الأجهزة الرقمية مثل الحواسيب والهواتف الذكية وغيرها من أنواع الشاشات، ويمكن أن تكون هذه الصور بلون واحد أو أكثر. تُمَثَّل الصورة الرقمية لتظهر ثنائية البعد على أجهزة العرض. تعتبر الصور الرقمية غير ملموسة لكن معظم تنسيقاتها يمكن أن تطبع بواسطة أنواع مختلفة من الطابعات. ويمكن تبادل الصور الرقمية ونقلها بين معظم الأجهزة الإلكترونية.

## التاريخ
ظهرت أولى أنواع الصور الرقمية عندما طُوِّرَت أجهزة المسح الضوئي في منتصف القرن العشرين، ومن خلال أجهزة المسح هذه، أصبح من الممكن إجراء عملية مسح للصور العادية وتحويلها إلى صور رقمية. ولم تدخل الصور إلى عالم الحواسيب إلى عندما طُوِّرَت الحواسيب التي تحتوي على جهاز العرض (شاشة) حيث أصبح من الممكن استعراض معظم الصور الرقمية.
وعلى الرغم من أن شبكة الإنترنت حاليًا تحتوي على المليارات من الصور الرقمية، لم يكن الوضع كذلك في بدايات ظهور الإنترنت، فقد كانت أولى المتصفحات التي طُوِّرَت لاستعراض صفحات الإنترنت لا تدعم عرض الصور وبالتالي لم يكن استخدام الصور ونقلها عبر الإنترنت متاحًا كما هو الحال اليوم، حيث كانت شبكة الإنترنت تعتمد على صفحات تعرض النصوص المكتوبة فقط، وهذا ليس مستغربًا، فقد كانت سرعة تحميل الصفحات بطيئة للغاية وبالتالي لم يكن من المجدي استخدام الصور في صفحات الإنترنت.
مع تطور شبكة الإنترنت ولغات تصميم المواقع، والزيادة في سرعات التصفح ومساحة التخزين على أجهزة الحاسوب، ظهر متصفح موزايك الذي يعتبر أول متصفح إنترنت في العالم قادر على عرض النصوص والصور معًا، وقد شكل هذا تغييرًا جذريًا في مجال تصميم الصفحات، فقد أبدى معظم المستخدمين إعجابهم بشكل الصفحات التي تحتوي على الصور ما دفع معظم الشركات لأن تدعم هذه الميزة في صفحاتها. وفيما بعد، أصبحت جميع المتصفحات قادرة على عرض الصور الرقمية.

## عرض الصور
المكان الوحيد لعرض الصور الرقمية هو على أجهزة العرض (الشاشات)، سواء كانت شاشات الحواسيب أو الهواتف الذكية، وينبغي توفر برامج خاصة لكي نستطيع عرض الصور على الشاشات، هذه البرامج تعرف باسم مستعرضات الصور، وفي قادرة على فتح واستعراض الصور الرقمية بصيغها المختلفة، وهناك مستعرضات صور خاصة بتنسيقات معينة فقط.
بالإضافة إلى مستعرضات الصور، يمكن فتح الصور الرقمية بعدة وسائل أخرى، ومن أشهر هذه الوسائل نذكر برامج معالجة الصور مثل برنامج أدوبي فوتوشوب ومتصفحات الإنترنت التي تعرض الصور الموجودة على صفحات الإنترنت. كما أن جميع أنظمة التشغيل للحواسيب وأجهزة الهواتف الذكية قادرة على عرض الصور بشكل خلفية.

## الأنواع

### أبيض واسود ورمادي

#### صور 1-بت
عادةً ما يتم تمثيل هذا النوع من الصور باللونين الأسود والأبيض على الرغم أننا نستطيع استخدام أي لونين أخرين، كل بكسل في الصورة يتم تخزينه بوصفه بت واحد(اما 1 أو 0) و يمكن تسميتها أيضًَا بالصورة أحادية اللون حيث أنها لا تحتوي على أي لون.
غالبا ما تنشأ الصور الثنائية في معالجة الصور الرقمية كأقنعة أو نتيجة لبعض العمليات مثل التجزئة وفي بعض أجهزة الإدخال / الإخراج، مثل الطابعات الليزرية وآلات الفاكس، وشاشات الحاسوب.

#### صور 8-بت الرمادية
حيث أن كل بكسل تحوي درجة محددة من اللون الرمادي بين 0-255 وكلما ابتعدنا من الصفر باتجاه ال 255 يصبح لون البكسل أفتح ويتم التعبير عن كل بكسل ب 1-بايت.
الصور الرمادية غالبا ما تكون نتيجة لقياس شدة الضوء في كل بكسل في النطاق الواحد من الطيف الكهرومغناطيسي (مثل الأشعة تحت الحمراء، الضوء المرئي، الأشعة فوق البنفسجية، وغيرها).

### ملون

#### صور 8-بت الملونة
هي وسيلة لتخزين معلومات الصورة في ذاكرة الحاسوب أو في ملف الصورة، كل بكسل يتم تمثيله ببايت واحد أو 8-بت. والحد الأقصى لعدد الألوان التي يمكن عرضها في وقت واحد هو 256 لون.
و هناك نوعان يستخدم الأكثر شيوعا منها لوحة منفصلة تتكون من 256 لوناً، حيث يتم إعطاء كل رقم من ال256 لون درجة من الأحمر، الأخضر، والأزرق.
في معظم خرائط الألوان عادة ما يتم اختار لون من 16,777,216 لون(24 بت: 8 أحمر،8 أخضر، 8 الأزرق). ولكن في ضع بطاقة VGA 320x200، يتم اختيار 256 لونا على الشاشة من أصل 262,144 لون (18 بت: 6 الحمراء، 6 الخضراء، 6 الأزرق). يمكن لبعض بطاقات VGA القديمة فقط اختيار 256 لون من 4,096 لون (12 بت: 4 حمراء،4 خضراء، 4 الأزرق).
النموذج الآخر هو عادة ما يصف اللون ب 3 بت للون الأحمر، و 3 بت للأخضر و 2 بت للأزرق.و هي لا تستخدم لوحة على الإطلاق، وبالتالي هو أكثر مماثلة ل15 بت و 16 بت.

#### صور 24-بت الملونة
وهنا كل بكسل يتم تمثيله ب 3-بايت وفي الغالب تمثل بالنموذج اللوني أحمر أخضر أزرق، ينتشر استخدامه في الصور الفوتوغرافية أو رسومات معقدة ذات جودة عالية لأنه يدعم حتى 16,777,216 لون مختلف على الأقل، مع العلم أن يمكن للعين البشرية تمييز ما يصل إلى عشرة ملايين لون ولأنه يمكن تمثيل هذا النوع من الصور ب 4-بايت عوضاً عن 3-بايت وهذا البايت الزائد لحفظ تأثير خاص على الصورة كالشفافية مثلاً.